# Langstreifengewannflur

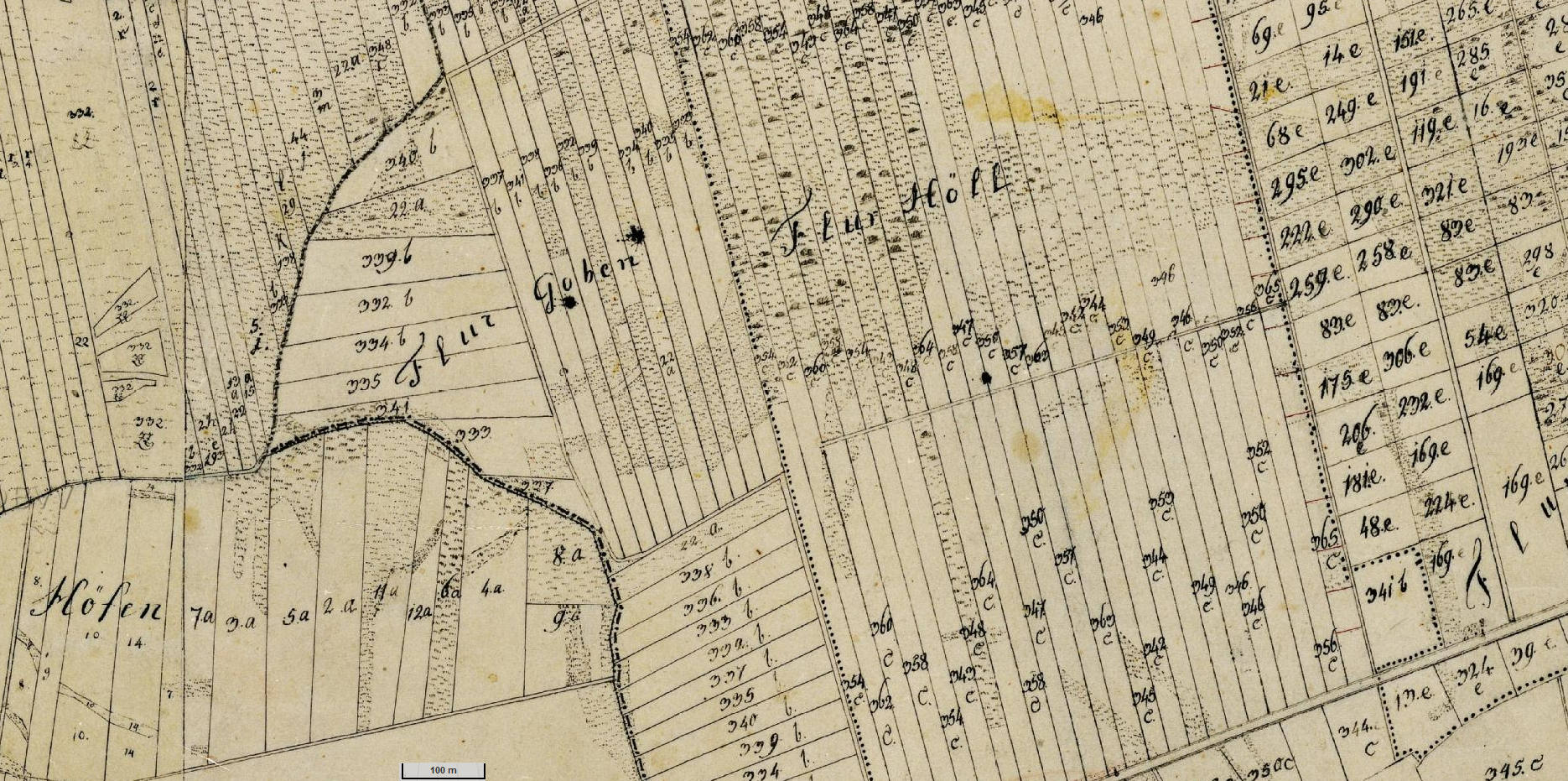
Langstreifenflur auf einer historischen Flurkarte der Bayerischen Landesaufnahme

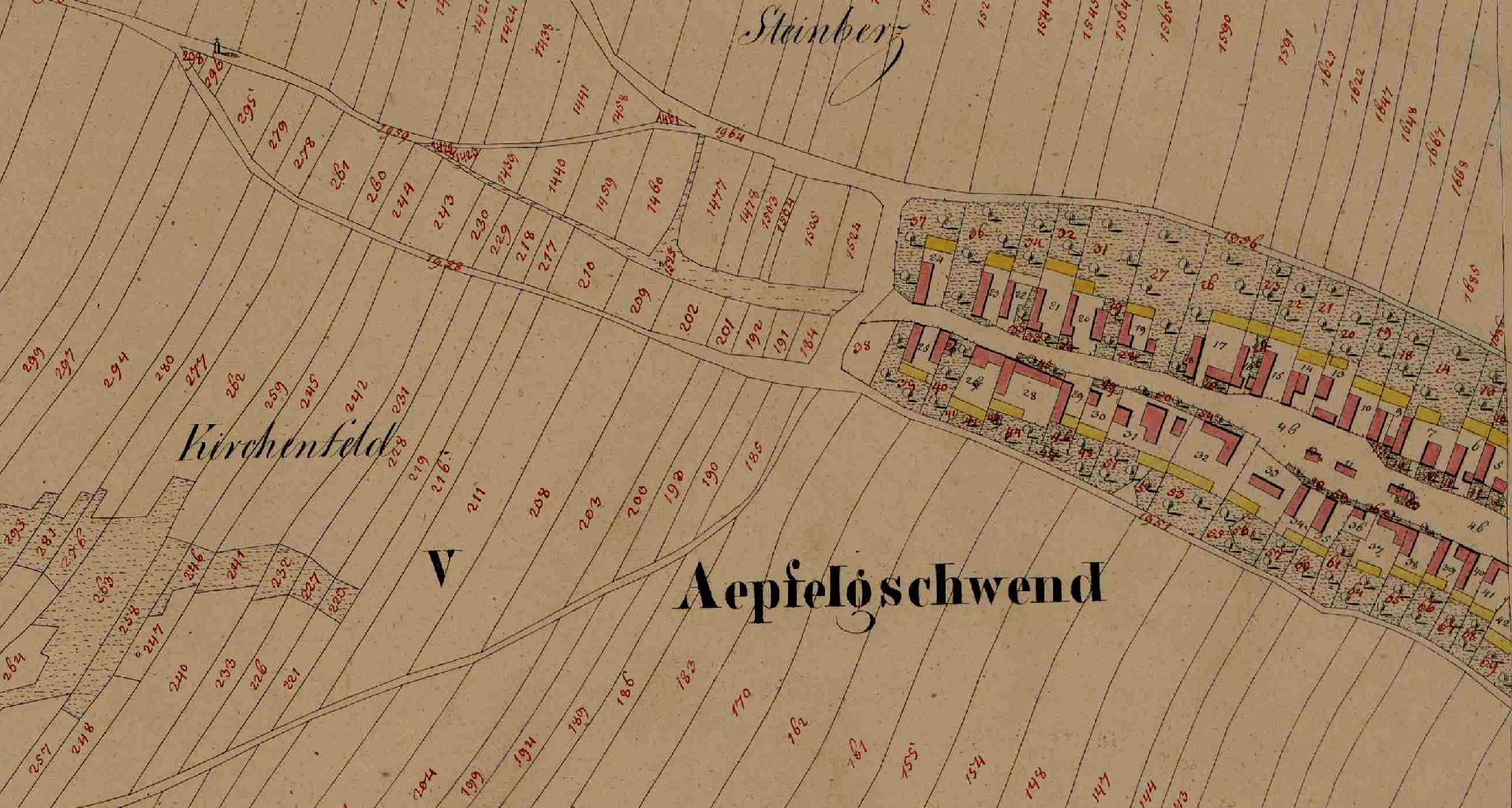
Langstreifenflur auf einem Kartenausschnitt des Franziszeischen Katasters von 1823 in Niederösterreich

Die Langstreifengewannflur oder einfach Langstreifenflur ist eine Flurform, bei der das Längen- und Seitenverhältnis der landwirtschaftlichen Nutzfläche idealerweise 10:1 oder mehr beträgt. Oft findet man Langstreifenfluren an Berghängen, wo sie durch künstlich aufgeschüttete Stufenraine die Form von Terrassenäckern annehmen. Auch in Marschhufendörfer und Aufstrecksiedlungen sind Langstreifenfluren üblich. 
In Gebirgsregionen sind die Langstreifenfluren heute häufig von Wäldern überwachsen, oder die Terrassen wurden eingeebnet, da sie sich nur schwer mit landwirtschaftlichen Maschinen bearbeiten lassen.
Die Annahme, dass die Langstreifenflur die ursprüngliche Form der Flureinteilung der Siedler in der germanischen Landnahmezeit gewesen sei, geht auf Beobachtung von Langstreifenfluren wüst gewordener Dörfer des Spätmittelalters zurück. Sie lässt sich jedoch nicht belegen und wird in der Siedlungsforschung nicht mehr vertreten.